# Szałkartengyz
Szałkartengyz (t. Szałkarteniz, Czełkarteniz, Czełkar-tengiz; kaz. Шалқартеңіз; ros. Шалкартениз) – bezodpływowe słone bagnisko w północnej części Niziny Turańskiej. Powierzchnia – 1800 km². Dopływy – Turgaj i Irgiz. 
Wiosną, w okresie topnienia śniegów na stepie, Turgaj i Irgiz niosą większe ilości wody. Wtedy bagnisko staje się słono-gorzkim jeziorem o głębokości 2–3 m.